# Помпоний Лет
Юлий Помпо́ний Лет (лат. Julius Pomponius Laetus), или Джулио Помпонио Лето, в дореволюционном написании Лэто (итал. Giulio Pomponio Leto; 1428, Диано — 1498, Рим) — итальянский гуманист и историк; внебрачный сын принца Джованни Сансеверино.

## Биография
Родом из Калабрии, учился в Риме у Лоренцо Валлы, потом преподавал в Римском университете. В 1465 году основал в Риме кружок гуманистов «Римскую академию», где изучалась античная философия, подвергались критике средневековая схоластика и католическая церковь. Павел II, считая членов этой Академии заговорщиками и безнравственными безбожниками, арестовал их и закрыл Академию; Помпоний бежал в Венецию, но был выдан папе, посажен в тюрьму и подвергся пыткам. При Сиксте IV академики получили свободу, и Помпоний продолжал свою прежнюю деятельность.
В 1472—1473 годах Помпоний совершил путешествие по землям Южной Руси, впечатление о котором изложил в комментариях к «Георгикам» Вергилия. В историческом произведении «Цезари» изложил историю Римской империи и Византии с III по VII века.

## Труды
- Сочинения по римской истории:
  - «De jurisperitis»,
  - «De Romanorum magistratibus»,
  - «De legibus»,
  - «De romanae urbis antiquitate»,
  - «Compendium historiae Romanae ab interitu Gordiani usque ad Justinum III»;
- трактат о грамматике,
- комментарии к Вергилию и др.
- «Opera omnia» изд. 1521.